# Fossombronia hewsoniae
Fossombronia hewsoniae là một loài Rêu trong họ Fossombroniaceae. Loài này được G.A.M. Scott & D. C. Pike mô tả khoa học đầu tiên năm 1987.